# Cour suprême de Gambie
La Cour suprême de Gambie est une cour d'archives supérieure et la plus haute instance judiciaire de Gambie. Créée en 1851, elle est compétente en appel et en première instance sur toute loi excédant les pouvoirs conférés par la Constitution ou toute loi à l'Assemblée nationale ou à toute autre personne ou autorité.

## Histoire
Créée en 1851, la Cour suprême est dirigée d'abord par un juge en chef, puis plus tard par un juge. Un juge en chef est de nouveau nommé en 1957. C'est initialement le seul tribunal de Gambie à avoir un procès par jury, la Haute Cour ayant un procès devant un juge seul. Les appels contre les décisions de la Cour suprême peuvent être interjetés devant la Cour d'appel de l'Afrique de l'Ouest (en), puis devant le Comité judiciaire du Conseil privé. Après l'indépendance en 1965, cet arrangement persiste, la Cour d'appel de l'Afrique de l'Ouest étant remplacée par la Cour d'appel de la Gambie. La constitution de 1997 fait de la Cour suprême la plus haute juridiction de Gambie, composée d'un juge en chef et de cinq autres juges au maximum.
Les appels au Comité judiciaire du Conseil privé sont abolis en 1998.
Sous Jammeh, les juges risquent d'être démis de leurs fonctions après avoir présidé des affaires sensibles devant le tribunal. En 2003, Hassan Bubacar Jallow est démis de ses fonctions après avoir présidé plusieurs affaires très médiatisées dans lesquelles des dispositions d'actes de l'Assemblée nationale sont invalidées pour violation de la Constitution et de la Charte africaine. De même, Raymond Sock et Gibou Janneh sont démis en 2015 après avoir décidé de commuer les peines de mort des conspirateurs accusés en peines de prison à perpétuité.
Après l'élection du président Adama Barrow, le tribunal tient sa première séance en plus de deux ans, du 15 mai 2017 au 9 juin. Au cours de l'audience, ils entendent 41 cas, un "record historique".

## Juridiction
L'article 126 définit la compétence de la Cour : la Cour suprême est la juridiction d'appel de dernier ressort pour la Gambie et a également une compétence d'appel et d'autres compétences définies par la Constitution. Elle n'a pas de compétence initiale en matière pénale. La Cour peut annuler une décision antérieure "lorsqu'il apparaît juste de le faire", et toutes les autres juridictions sont tenues de suivre les décisions de la Cour suprême sur une question de droit. L'article 67 (2) (b) stipule que lorsque le président de l'Assemblée nationale (en) agit sur notification d'inconduite du président, il doit nommer un tribunal dirigé par le juge en chef et composé d'autres membres qui doivent avoir occupé de hautes fonctions judiciaires.

### Juridiction d'origine
La compétence initiale (en) du tribunal est définie à l'article 127 de la Constitution. Il s'agit de l'interprétation ou de l'application de toute disposition de la Constitution, à l'exception des articles 18 à 33 et de l'article 36, paragraphe 5 ; de la question de savoir si une loi a été adoptée en outrepassant les pouvoirs conférés par la Constitution ou par d'autres lois ; de la question de savoir si une personne a été valablement élue à la présidence (article 49) ou à l'Assemblée nationale ; ou de la question de savoir si le contenu d'un document officiel doit être produit dans le cadre d'une procédure judiciaire si des questions de sécurité nationale sont en jeu .

### Juridiction d'appel
La Cour suprême a compétence en appel dans les affaires provenant de diverses sources, et cela est énoncé à l'article 128 de la Constitution. Il s'agit notamment des appels de la Cour d'appel dans toute affaire ou question civile ou pénale contre un jugement rendu par la Haute Cour dans l'exercice de sa compétence initiale ; d'un appel de la Cour d'appel qui a rejeté un appel d'une condamnation à mort prononcée par un autre tribunal ; ou dans tout autre cas prévu par une loi de l'Assemblée nationale. La Cour suprême peut également être saisie d'un recours formé par la Cour d'appel si cette dernière estime que l'affaire soulève une question de droit importante ou qu'il est dans l'intérêt public que l'affaire soit entendue par la Cour suprême .

## Composition

### Nombre
Conformément à l'article 125(1) de la Constitution, la Cour suprême doit être composée du Juge en chef (en) et d'au moins quatre autres juges de la Cour suprême. Dans l'ensemble, la Cour suprême doit être constituée d'un nombre impair d'au moins cinq juges.

### Qualification et nomination
En vertu de l'article 139, une personne est qualifiée pour être nommée juge de la Cour suprême si elle a exercé les fonctions de juge de la Cour d'appel ou de juge d'un tribunal de compétence similaire dans un pays de common law pendant au moins cinq ans. Ou alors, s'ils ont exercé la profession d'avocat devant un tribunal de pleine juridiction en matière civile et pénale dans un pays de common law pendant au moins 12 ans. Une personne peut être nommée juge en chef si elle est qualifiée pour être nommée juge de la Cour suprême ou si elle a été juge d'une cour supérieure d'un pays de common law pendant au moins 10 ans.
La section 138 stipule que le Chief Justice est nommé par le président après consultation de la Commission des services judiciaires (Judicial Service Commission, JSC). De même, les juges sont nommés par le président sur recommandation de la JSC. Les nominations sont validées par des mandats signés par le président et scellés par le sceau public. Avant d'entrer en fonction, les juges doivent prêter les serments prescrits.
Des juges expatriés d'autres pays du Commonwealth, en particulier du Nigeria et de la Sierra Leone, sont généralement nommés, mais un processus de gambianisation est en cours depuis qu'Adama Barrow a remplacé Yahya Jammeh à la présidence de la Gambie en janvier 2017.

### Membres actuels
- Hassan Bubacar Jallow (Chief Justice)
- Abubakar Datti Yahaya (en)
- Nicholas Colin Browne-Marke (en)
- Cherno Jallow (en)
- Mary Sey
- Gibril B. Semega-Janneh (en)
- Raymond Sock (en)
- Awa Bah
- Edrissa Fafa M'bai.